# Struchtrup
Struchtrup ist ein zum Ortsteil Alverdissen gehörender Gutshof der lippischen Stadt Barntrup im Nordosten von Nordrhein-Westfalen.

## Lage
Struchtrup liegt nördlich von Barntrup, zwischen Barntrup und Alverdissen, sowie unmittelbar östlich von Sibbentrup.Koordinaten: 52° 1′ N, 9° 6′ O

## Geschichte
Erstmals urkundlich erwähnt wurde der Hof als Strucktorpe im Jahr 1366.

## Verkehr
Über eine Bushaltestelle des Tarifverbunds Westfalentarif (Netz „TeutoOWL“) ist Struchtrup in den Öffentlichen Personennahverkehr (ÖNPV) eingebunden.
Die nächste bedeutende Verkehrsstraße ist die südlich verlaufende Bundesstraße 66n in Barntrup.
Die nächsten Bahnhöfe befinden sich in Bad Pyrmont, Schieder und Lügde, die nächsten Fernbahnhöfe sind Bielefeld Hbf sowie Paderborn Hbf und Altenbeken.